# 赛德纳亚监狱
赛德纳亚监狱（阿拉伯语：‎，羅馬化：Sijn Ṣaydnāyā），批评者称其为「人類屠宰場」（Human Slaughterhouse），是敘利亞阿拉伯共和國政府在叙利亚大马士革附近建造的一座軍事監獄。在前政府倒臺前，数千名囚犯一度被關押在此，包括平民、各路反政府武裝分子以及政治犯。塞德納亞監獄被視為阿薩德政權監獄網絡中最臭名昭著的監獄，並因其酷刑、性侵和大規模處決而成為政權壓迫的象徵。
2024年12月8日，敘利亞反對派在大馬士革之戰期間占领并释放赛德纳亚监狱內的囚犯。12月11日，沙姆解放组织领袖朱拉尼表示会关闭赛德纳亚监狱。

## 概述
赛德纳亚監獄位於敘利亞首都大馬士革以北30公里（19英里）的大马士革郊区省。它由國防部所属的軍事警察運營。
該監獄由兩棟建築組成，共有10,000至20,000名被拘留者。2011年危機後，被拘留者通常在其他地方被拘留數月或數年，然後才被轉移到赛德纳亚。轉移通常在秘密軍事法庭進行假審判後進行，据囚犯描述，審判為僅持續一分鐘到三分鐘的假審判，部分被拘留者甚至沒有見到法官。巴沙尔政权在处决囚犯前会欺骗他们，指他们即将被轉移至平民監獄。这种转移方式受國際特赦組織等跨国组织的指認和批評。
赛德纳亚监狱至少有两间“盐室”，第一间与2013年启用。其中一间位于“红楼”一楼，是一个长6米，宽8米的长方形的房间。另一间房子长4米，宽5米，没有厕所。房间里铺有一层盐，通常用于除冰道路，在没有冷藏太平间的情况下，还被用作太平间来保存尸体。在狱内囚犯死亡时，他们的尸体会先与其他囚犯一起留在牢房里两到五天，然后才被带到盐室。赛德纳亚使用的岩盐来自阿勒颇省的杰布勒盐沼。

## 历史

### 成立（1978年至1987年）
赛德纳亚监狱的建设始于1978年，当时叙利亚政府从当地地主手中征用了土地，并将其分配给国防部用于建造监狱。监狱于1981年开始建设，1986年完工，第一批被拘留者于1987年抵达。

### 早期行动和2008年冲突
2005年，阿里·克尔贝克成为监狱长，对监狱施行严格政策，包括长期禁止探视并切断监狱电力。
据叙利亚人权委员会称，2008年7月4日晚，军警更换所有牢房的锁。当天，监狱对所有区域进行搜查，狱警在搜查过程中践踏《古兰经》。这一行为引发被拘留穆斯林的愤怒，他们纷纷抢夺《古兰经》，狱警随后开枪打死9名囚犯。据报道，事件后监狱内发生进一步的冲突，导致受害者总数达到25人，但委员会无法确认全部死亡囚犯身份。
叙利亚官方通讯社SANA于7月6日发布一则简短的新闻稿，称“在监狱管理部门检查期间，一些囚犯……在监狱内煽动混乱、破坏公共秩序并袭击其他囚犯”。该通讯社表示，这种情况需要“警卫队的介入，以恢复监狱秩序”。叙利亚反对派成员国家人权组织主任阿马尔·库拉比就此要求成立委员会以探望被拘留者并了解他们的状况。他声称塞德纳亚监狱的囚犯人数在1500到2000人之间，其中200人具有伊斯兰主义背景，这些人中的大部分曾参与伊拉克战争。

### 叙利亚内战时期（2011年至2024年）
2011年，在爆发长达数月的反政府抗议活动之后，叙利亚政府多次赦免、释放了许多囚犯，其中同时包括世俗和伊斯兰主义分子。被释放的一些知名人物包括扎赫兰·阿卢什、阿布·沙迪·阿布德（哈桑·阿布德的兄弟）和艾哈迈德·阿布·伊萨。不少获释者在重获自由后从事反政府活动，成为叙利亚内战中伊斯蘭軍、自由沙姆人伊斯蘭運動和沙姆之隼旅等伊斯兰叛军组织领导人。

### 阿萨德政权垮台（2024年）
2024年12月8日，阿萨德政权垮台期间，监狱被反政府武装佔領，監獄管理方同意將監獄交給叛軍，以換取安全撤離。接管後，赛德纳亚監獄“白色”區域的剩餘囚犯被釋放，而更深處“紅色”區域的囚犯正在被释放。许多被拘留者为久盼的自由欣喜若狂，而其他人则为事态的迅速变化感到困惑。部分被关押了几十年的囚犯甚至不知道巴沙尔·阿萨德的父亲哈菲兹在2000年已去世，以为他仍然在掌权，而他们是被入侵叙利亚的萨达姆的军队解放。
在搜查过程中，反政府武装发现主监狱楼下的地下牢房里有数十名男子被困在黑暗中。由于停电使通风系统失效，因而被困在隧道下的囚犯呼救求助，反政府武装设法突破混凝土障碍营救他们。牢房里发现用于储存尿液的塑料瓶和浸湿的毯子，及一台声称曾被用来压缩处决囚犯遗体的铁制压缩机。社交媒体上出现的视频和图像显示被监禁人员（包括家人和儿童）的监控录像，当中部分女囚犯与她们的孩子一起被关押。
由白头盔领导的搜查工作于12月9日结束，确认已没有留下任何可关押被拘留者的隐藏或密封区域。据叙利亚人权网络主任法德勒·阿卜杜勒·加尼估计，约有2000名囚犯在塞德纳亚监狱的解放时获释，仍有数千名外界相信曾被关押于此的人下落不明。《纽约时报》获得的影像记录显示，曾关押数十名囚犯的编号牢房中满是碎片、衣物和其他遗物。尽管一些组织报告有更多囚犯被释放，但囚犯与失踪人员协会（ADMSP）称已有约4300名囚犯获释，这与先前（2024年10月28日）一份官方文件所记载数据吻合。12月11日，沙姆解放组织领袖朱拉尼表示会关闭赛德纳亚监狱。
約旦籍人士Osama Bashir從1986年（18歲）時被非法關押38年；12月10日，56歲的他被釋放，隨即回到家鄉約旦伊爾比德，黎巴嫩籍人士Suheil Hamawi在1992年時被綁架至敘利亞監禁，2024年12月9日，61歲的他被釋放，回到家鄉黎巴嫩Chekka，並見到他的家人。

## 外界反应
人权組織指認阿薩德政府在全國範圍內運營至少27所監獄和拘留中心，以杀害囚犯及对他们实行酷刑。一名來自阿薩德政府內部的叛逃者走私出數萬張監獄內的照片，顯示被謀殺者的屍體。這名叛逃者表示，他親自拍攝數千張监狱内受害者的照片存檔。
一名曾因參加抗議活动而被拘留的前囚犯告訴大赦國際，监狱内囚犯“被迫在自己死去和殺死自己親友之間做出選擇”。他還表示其被关押在第一所監獄時，囚犯被迫進行食人，但相比起赛德納亞，那所監獄仍是“天堂”。根據這名囚犯的說法，另一所監獄（215分支）是“進行審訊”（包括酷刑），審訊完成後會被轉移到塞德納亞处决。

据一名来自阿勒颇的律师描述：
新囚犯要参加所谓的“欢迎派对”，在此期间，他们会遭到系统性的殴打。“士兵们会在‘欢迎会’上向每一批新囚犯展示他们的‘好客’……你被扔在地上，他们用不同的工具殴打你：电线末端裸露着铜线——它们有小钩子，所以会钩掉你的一部分皮肤——普通电线、不同尺寸的塑料水管和金属棒。此外，他们还发明了所谓的‘坦克腰带’，它是由切成条状的轮胎制成的……它们发出一种非常特殊的声音；听起来像一次小爆炸。我整个过程中都被蒙着眼睛，但我会试着看一看。你看到的只有血：你自己的血，别人的血。一次打击之后，你就不知道发生了什么。你很震惊。但随后疼痛就来了。”
据一名称自己经历过11次叙利亚监狱的奥马尔·阿尔·舒格雷的描述：
塞德纳亚监狱内新囚犯会在所谓的“欢迎派对”上遭到“坦克金属部件”殴打。一名狱警殴打了十名新来的囚犯。15天来，我无法睁开眼睛，也无法起床。在塞德纳亚待了一个月后，我因“恐怖主义指控”被送去受审，该场审判持续了5秒钟。我在那监狱感染肺结核。
被拘留者还被疑似剥夺了食物和水，被迫强奸或互相强奸。其中一份证词写道：
他们把我打得倒在地上，然后用军靴踢我做过髋关节手术的地方，直到我昏过去。当我醒来时，我又回到了单人牢房——他们把我从那个房间拖回来——但我的裤子被解开了，往下移了一点，我的长袍也解开了，我的内衣被拉了上去。浑身疼痛，所以我不知道自己是否被强奸了。浑身疼痛难忍。”他们确实给食物，但食物里经常混着血。
一名目击者描述了一种被称为“shabeh”的常见审讯手段，囚犯被迫站在一个桶子上，手腕被绳子绑住。随后狱方人员会把桶子拿走，使囚犯的双脚悬空，同时拿起三根木棍殴打囚犯全身。一番殴打过后，烟头会被用来烧灼囚犯的身体，让其“感觉像有把刀在切开自己的皮肉一样”。该监狱还使用其他酷刑手段，如让囚犯保持非常紧张的姿势，然后殴打或用电刑折磨他们。
該監獄连同叙境内其他监狱还被指控存在各種非人道的酷刑行為，包括殴打、性侵犯、斬首、强奸、燒灼、營養不良、法外处决以及所謂的“飛行地毯”。2017年，美国国务院指控該監獄建造了一個火葬場以處理被處決者的屍體。
前叙利亚司法部在2017年曾否认国际特赦组织的报告，称其“缺乏事实依据”，是“西方伙同国内反对派针对颠覆叙利亚政府所发动的抹黑策略的一环”。前叙利亚司法部认为，这些指控意图抵消叙利亚前政府“对恐怖组织获得的军事胜利”，进而抹黑巴沙尔政府的国际声誉。
联合国人权理事会叙利亚问题独立国际调查委员会于2024年12月8日在日内瓦向媒体发布新闻公报称，在反对派武装联军占领大马士革并从赛德纳亚等监狱释放大量囚犯后，希望叙利亚反对派和政府领导都能遵照各自的原有声明，言行一致，致力于约束自身行为并保护平民。

## 统计
人權觀察組織在2012年記錄敘利亞各地的27個拘留中心，其中許多位於大馬士革。曾仼美军军事警察的法医攝影師凯撒，揭示這些設施中虐待和死亡規模。根據敘利亞人權網絡（SNHR）的數據，2011年3月至2024年12月期間，敘利亞監獄中有超過136,614人被拘留，其中包括3,698名兒童和8,504名女性。而据國際特赦組織的数据，赛德纳亚监狱中有5,000—13,000人，在2011年9月至2015年12月期间，遭受酷刑并被处决，超过17,000人在叙利亚各拘押设施中死亡。